# Northampton Sileby Rangers FC
Northampton Sileby Rangers FC is een voetbalclub uit Northampton, Engeland, opgericht in 1968. De club speelt anno 2020 in United Counties Football League.

## Erelijst
- United Counties Football League Division One (4) : 1993–1994, 2002–2003, 2004–2005, 2012-2013
- Northampton Town League (2) : 1988–1989, 1989–1990
- Northants Junior Cup (4) : 1994, 1997, 2002, 2003
- Northants Sunday Cup (1) : 1975